# TE2型柴油机车
TE2型柴油机车（俄语：ТЭ2）是苏联铁路第一代柴油机车车型之一，由位于乌克兰的馬雷舍夫工廠设计制造，1948年至1955年间生产了超过500台。

## 发展历史

### 研制
苏德战争结束后，馬雷舍夫工廠通过参考从美国引进的Da型柴油机车，于1947年成功研制了TE1型柴油机车，成为苏联铁路史上第一种投入大批量生产的柴油机车。TE1型装用一台1000马力的D50型四冲程柴油机，采用直—直流电传动。但随着苏联铁路运输需求的增长，苏联铁路迫切需要一种功率更大的柴油机车。为了满足对更大功率柴油机车的需要，馬雷舍夫工廠在TE1型柴油机车基础上，于1948年12月研制了首台TE2型双节重联式柴油机车。
TE2型机车由两节完全相同的四轴机车组成，每一单节机车的动力设备与TE1型机车并无不同，每节机车装用一台馬雷舍夫工廠制造的D50型柴油机和哈尔科夫电机制造厂的直流发电机组，柴油机装车功率为1000马力，机车总功率为2000马力。然而，与TE1型机车相比，双节重联的TE2型机车却有更多的优点。根据TE1型机车的使用经验，柴油机的功率未能得到完全利用，六台牵引电动机的负载并不充分，所以在TE2型机车采用了双节四轴设计，每一单节机车只有四台牵引电动机。因此，每节机车的重量仅有85吨，换句话说，在相同的柴油机功率下，每节机车比TE1型机车轻39吨。这种结构布局不仅大大减轻了机车重量，也节省了生产机车所需的金属消耗量和劳动成本。
经过试验和修改设计后，TE2型柴油机车于1950年7月定型并开始批量生产。至1955年停产，馬雷舍夫工廠共生产了528台TE2型机车。

### 运用

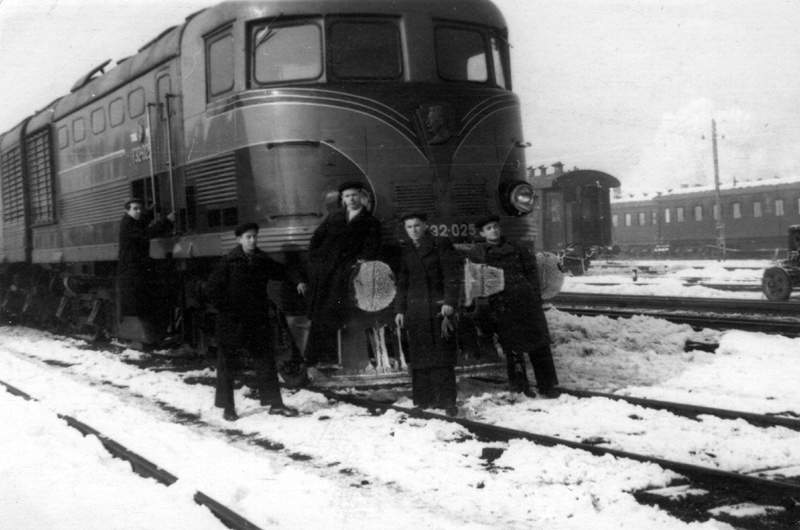
在塔什干的TE2型机车（1950年）

与TE1型机车一样，绝大多数TE2型机车初期均投入到中亚地区运用，尤其是梁赞-乌拉尔铁路局（Рязано-Уральская железная дорога）巴斯昆恰克机务段，主要用于担当重载货物列车的牵引任务。1953年，苏联铁路管理系统进行了改革，取消了梁赞-乌拉尔铁路局，巴斯昆恰克机务段成为伏尔加铁路局的一部分。至1950年代中后期，随着功率更大的TE3型柴油机车投入大量生产，并开始替换原有的TE1、TE2型柴油机车，巴斯昆恰克机务段的TE2型机车相继外调到其他地区，包括鄂木斯克铁路局、远东铁路局、后贝加尔铁路局、高加索铁路局、西西伯利亚铁路局、利沃夫铁路局、莫斯科铁路局、十月铁路局、托木斯克铁路局、北高加索铁路局等。1956年，苏联并向蒙古国出口了一些TE2型机车。1978年至1987年间，大量的TE2型机车陆续停运报废。到了1990年代，尚在运用的TE2型机车已所余无几。

## 技术特点

### 总体结构

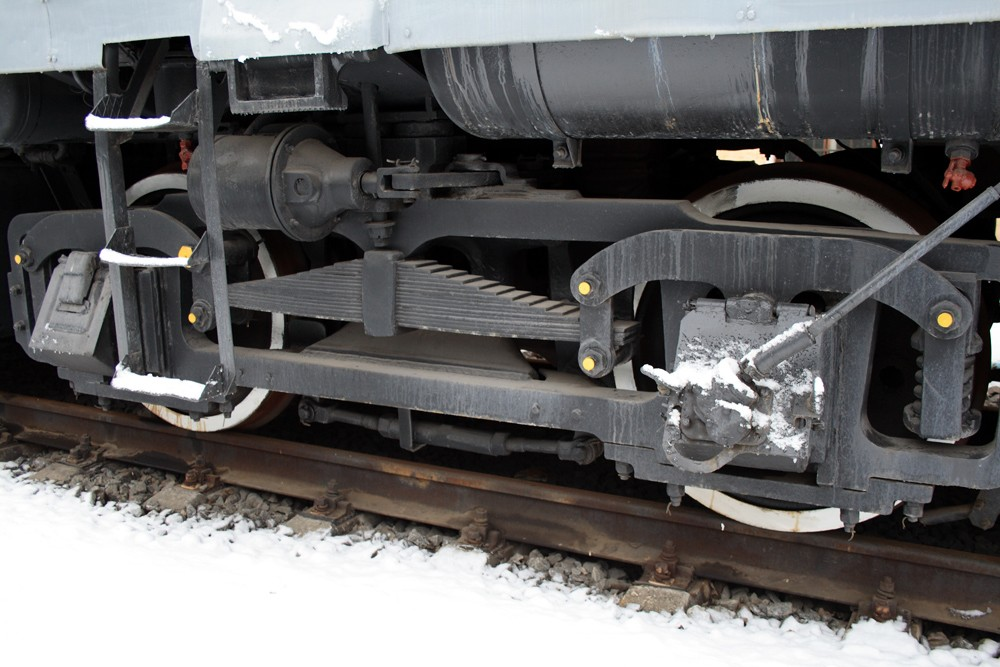
TE2型机车的二轴转向架

TE2型柴油机车是双节重联八轴干线客货运通用柴油机车，由两节结构相同的Bo-Bo轴式四轴机车通过联结装置连接而成，两车连接部分设有通过台折棚风挡。机车采用底架承载结构的棚式车体，车体各项载荷全部由底架承担，车体侧墙和顶盖不参与承载。机车采用单端司机室、双侧内走廊布置，车体从前至后分别为司机室、高压电气室、动力室、冷却室五个部分。
每节机车的底架和车体重量由两台二轴转向架支承。最早的一批TE2型机车转向架不设旁承，全部载荷均有心盘承担，原意是减少轮对对钢轨的侧压力和简化转向架结构，但实际运用显示这种转向架结构的走行性能未能令人满意，因此后来的TE2型机车的每台转向架均加设了两个弹簧旁承，牵引力和制动力通过心盘传递，上下心盘之间有一块摩擦板，以减少枕梁和摇枕的磨损。转向架采用铸钢件及钢板焊接结构，一系悬挂由螺旋弹簧、钢板弹簧、均衡梁等组成。牵引电动机采用抱轴式半悬挂安装方式，通过单边直齿轮驱动轮对，牵引传动齿轮比为16：75。基础制动装置采用单侧踏面制动。

### 柴油机
早期生产的TE2型001～229号机车装用一台由哈尔科夫工厂生产的D50型柴油机，为六气缸、四冲程、带废气涡轮增压的直列式柴油机，采用浇铸铁发动机缸体和汽缸盖、铸钢曲轴及连杆、铝合金活塞，额定功率为1000马力，额定转速为每分钟740±5转，最低转速为每分钟270±15转。气缸采用直列式布置，气缸直径为318毫米（12½英寸），活塞行程为330毫米（13英寸），发动机排量为157.2升。柴油机起动时，牵引发电机由蓄电池供电，作为串励电动机驱动柴油机起动。司机控制器手柄通过机械式离心调速器改变柴油机转速，司机控制器手柄共设有9个运行级位，其中零位为空转级位，其余八个级位分别对应一个指定的柴油机转速（每分钟270～740转）。
1954年，哈尔科夫工厂研制了经过改进2D50型柴油机，装用于330号以后的TE2型机车，2D50型柴油机与D50型柴油机相比并没有太大改动，主要提高了涡轮增压压力，并增加了冷却增压空气的中冷器，因此2D50型柴油机的功率比D50型柴油机提高了15～20%。

### 传动系统
TE2型柴油机车采用直—直流电传动，传动系统主要由牵引发电机和牵引电动机组成，与TE1型机车基本相同。柴油机输出轴直接传递功率给直流牵引发电机，然后供给两台转向架上的四台直流牵引电动机，机车运行时牵引发电机输出电压根据柴油机转速而自动改变。同一转向架上的两台牵引电动机是永久串联的，机车起动和加速时两组电机采用串联连接；当速度提高到9～11公里/小时，自动转换为串—并联连接；当速度提高到20～25公里/小时以上，可以对两组电机采用全励磁的串联、串—并联连接，以及磁场削弱的串—并联连接。
TE2型机车采用与TE1型机车相同的牵引发电机、辅助直流发电机和励磁机双机组、牵引电动机。МПТ-84/39型牵引发电机最大输出电压为900伏，励磁绕组用独立的直流电源供电，冷却方式为自通风。辅助直流发电机和励磁机安装在同一单元内，又称为双机组，用来提供牵引发电机励磁电流、蓄电池充电、控制电源和照明电源，励磁电流根据牵引发电机的负载自动调节。牵引电动机为ДК-304В型，为四极串励脉流牵引电动机，冷却方式为独立强迫通风。与TE1型机车不同，由于每一单节的TE2型机车的牵引电机数量减少至四台，而柴油机和发电机的工作情况并无改变，因此牵引电机的端电压和功率也相应提高了约50%，额定功率为152千瓦（在TE1型机车上为98千瓦）。

## 参看
- TE1型柴油机车
- TE3型柴油机车